# Meteorus brownii
Meteorus brownii är en stekelart som beskrevs av William Harris Ashmead 1905. Meteorus brownii ingår i släktet Meteorus och familjen bracksteklar. Inga underarter finns listade i Catalogue of Life.